# Пригородное (Севастополь)
При́городное (ранее Кадыко́й, Кадыко́вка; укр. Пригородне, крымскотат. Qadıköy, Къадыкой) — упразднённое село на территории Севастопольского горсовета, включённое в состав Балаклавы. Сейчас — район Кадыковка на северной окраине Балаклавы.

## История
Судя по археологическим находкам, относящимся ко II—III векам нашей эры, поселение возникло, как римский военный лагерь.

Позже заселённое потомками готов и аланов, смешавшихся с местным населением. В средние века входило сначала в зону влияния, а затем и в состав христианского княжества Дори — Феодоро, в вотчину владельца замка-исара, находившегося к югу от деревни Камара. После захвата в 1345 году Балаклавы генуэзцами, по договору с Элиас-Беем Солхатским 1381 года, согласно которому «гористая южная часть Крыма к северо-востоку от Балаклавы», с её поселениями и народом, который суть христиане, полностью переходила во владение генуэзцев (по мнению других историков — могло входить в состав Чембальского консульства Капитанства Готия). В 1475 году генуэзские владения были завоеваны Османской империей и деревня административно включена в Мангупский кадылык Кефинского санджака, а, впоследствии, эялета. По налоговым ведомостям 1634 года в селении числилось 8 дворов немусульман, в том числе переселившихся из селения Папа Никола — 1 двор, выселились жители 6 дворов: в Камары 3, Карань, Кубу и Кучук Мускомью по 1 двору По Джизйе дефтера Лива-и Кефе (Османским налоговым ведомостям) 1652 года, где перечислены христиане-налогоплательщики Кефинского эялета, в селении Кади Кой числилось всего 3 христиан-налогоплательщиков и, уже как полностью мусульманская, деревня Кады-Кёй, упоминается в «Книге путешествий» Эвлии Челеби под 1667 годом 
Здесь живут чистые татары-мусульмане. Это большая деревня с садами и виноградниками, с двумястами домами, крытыми черепицей.
Документальное упоминание селения встречается в «Османском реестре земельных владений Южного Крыма 1680-х годов», согласно которому в 1686 году (1097 год хиджры) Тимури, по другому имени Кадыкой входил в Мангупский кадылык эялета Кефе. Всего упомянут 81 землевладелец, из которых 2 иноверца, владевших 6244-мя дёнюмами земли. После обретением ханством независимости по Кючук-Кайнарджийскому мирному договору 1774 года «повелительным актом» Шагин-Гирея 1775 года селение было включено в Крымское ханство в состав Мангупского кадылыка бакчи-сарайскаго каймакан — согласно Камеральному Описанию Крыма… 1784 года, как две деревни (видимо, кварталы-маале одной) Кады и Другой Кады. Видимо, в этот период население покинуло Кадыкой, поскольку, после присоединения Крыма к России, с 8 февраля 1784 года, деревня была приписана к Севастопольскому военному губернаторству и в неё были переселены из Керчи архипелажские греки. Князь Потемкин поручил им охрану берега от Севастополя до Феодосии, жители считались военнослужащими и числились в Балаклавском батальоне. В 1810 году в Кадыковке открыта Троицкая церковь.
Данные о населении деревень губернаторства пока недоступны, но селения наносились на военно-топографические карты: на карте генерал-майора Мухина 1817 года деревня Кадыкой обозначена с 50 дворами, на карте 1842 года Кадыкой греческий обозначен с 40 дворами.
После Крымской войны военное губернаторство было упразднено и указом от 16 апреля 1861 года предписано включить в черту города Балаклавы деревню Кадыкой а так же предписано включить в состав Ялтинского уезда селения, подведомственные Балаклавскому греческому батальону. Несмотря на указ, на картах деревню продолжали обозначать как самостоятельный населённый пункт. На трёхверстовой карте 1865—1876 года в деревне Кадыкой — 98 дворов, на верстовой карте 1889—1890 года в деревне Кадыковке обозначено 13 дворов.
После установления в Крыму Советской власти, по постановлению Крымревкома от 8 января 1921 года, была упразднена волостная система и село вошло в состав Севастопольского уезда. 21 января 1921 года на территории Севастопольского уезда был создан Балаклавский район, в который включили Кадыковку. 11 октября 1923 года, согласно постановлению ВЦИК, в административное деление Крымской АССР были внесены изменения, в результате которых был ликвидирован Балаклавский и создан Севастопольский район. Согласно Списку населённых пунктов Крымской АССР по Всесоюзной переписи 17 декабря 1926 года, в селе Кадыковка, центре Кадыковского сельсовета Севастопольского района, имелось 137 дворов, все крестьянские, население составляло 481 человек (226 мужчин и 255 женщин). В национальном отношении учтено: 371 русский, 29 украинцев, 49 греков, 13 евреев, 6 татар, 5 болгар, 3 немца, 1 армян, 1 чех, 3 записаны в графе «прочие», действовала русская школа. 30 октября 1930 года, постановлением Крымского ЦИК, было проведено новое районирование и создан Балаклавский татарский национальный район, куда включили и Кадыковку.
После освобождения Крыма, 18 мая 1944 года, согласно Постановлению ГКО № 5859 от 11 мая 1944 года, крымские татары были депортированы в Среднюю Азию — были выселены жители 19 домов. 21 августа 1945 года село Кадыковка было переименовано в Пригородное, а Кадыковский сельсовет соответственно в Пригородненский. Пригородненский сельсовет фигурирует в документах до апреля 1957 года, (до 1951 года — колхоз «Коминтерн», затем, до 1956 года — «Большевик»). По состоянию на 1 января 1953 года в селе было 25 хозяйств колхозников (77 человек) и 118 хозяйств рабочих и служащих (416 человек). В 1954 году в Пригородном числилось 243 хозяйства и 967 жителей. Пригородненское сельпо до 1959 года. 7 мая 1957 года Балаклавский район был включен в городскую черту Севастополя (по другим данным — 10 мая 1957 года). Тем же указом были упразднены Пригородненский сельсовет и село Пригородное.